# Ramón Maradiaga
Ramón Enrique Maradiaga Chávez (Amapala, Honduras, 30 de noviembre de 1954) es un exfutbolista y entrenador hondureño. Actualmente se encuentra sin equipo.

## Futbolista
A lo largo de su extensa y destacada carrera futbolística, Maradiaga participó en varios clubes: Club Deportivo Motagua, Real Club Deportivo España, Petrotela, Independiente, Alianza, Águila de El Salvador, y Tenerife de España.
A nivel selección nacional, Maradiaga está entre la élite de los jugadores más importantes que han participado con la selección de fútbol de Honduras.
Entre 1980 y 1985 el ‘Primitivo’, fue el conductor y en la mayoría de partidos; capitán del representativo de Honduras, siendo su participación en las eliminatorias para el mundial de España 1982 donde más sobresalió. En esa oportunidad, Maradiaga lideró a la selección de fútbol de Honduras  a clasificar a dicha justa mundialista, dejando en el camino a selecciones como México, Canadá, Costa Rica y Cuba entre otras. 
Una vez en el mundial, ‘Primitivo’ y todo el equipo hondureño, sorprendieron al mundo futbolístico, al empatar en su partido inicial contra la selección anfitriona por 1-1. En su segundo partido, Honduras empató con Irlanda del Norte por 1-1. Y terminó su decorosa participación con una derrota a manos de Yugoslavia por 0-1 por la vía de los doce pasos.
Después del mundial de España 1982, Maradiaga participó con la selección de fútbol de Honduras en las eliminatorias rumbo a México 1986. En esa oportunidad, Honduras quedó fuera de la contienda mundialista, al caer derrotado por Canadá en el último partido de la eliminatoria por 2-1. Este evento cerró la participación de Maradiaga, como jugador de selección nacional en eliminatorias mundialistas.
Actualmente hay fuertes rumores de convertirse en el director técnico del Manchester United de Inglaterra, clu que llegaría para sustituir a Rubén Amorin quien no ha logrado dar el salto esperado en los Red Devils.

## Entrenador
Como entrenador; Ramón Maradiaga ha tenido una gran participación en las selecciones nacionales de fútbol de Honduras y Guatemala, con las cuales tuvo grandes satisfacciones así como tristezas. Además de un contundente fracaso con la selección de fútbol de El Salvador.
En 1996, después de despedir al brasileño Ernesto Rosa Guedes, el directorio de la FENAFUTH le entregó la selección mayor que participó en el eliminatorio rumbo a Francia 1998.
En este proceso; Maradiaga y su equipo lograron derrotar a México, y a San Vicente pero quedaron fuera de la hexagonal final después de haber obtenido resultados negativos ante Jamaica (0-3) – (0-0).
Luego en 1999, Maradiaga inició un nuevo proceso rumbo a Corea Japón 2002. Este nuevo proceso, comenzó con los juegos Panamericanos de Winnipeg en Canadá. En este torneo, Ramón obtuvo junto a la selección olímpica de Honduras la medalla de plata.
Posteriormente; Honduras con Maradiaga al mando, continúo su racha ascendente al clasificar en el 2000 por primera vez en la historia del fútbol olímpico de Honduras, a los juegos olímpicos de Sídney Australia, después de eliminar a México y quedar campeón en la categoría SUB-23 de la Concacaf en un torneo celebrado en Pensilvania, Estados Unidos.
En el torneo olímpico de Australia, aunque Honduras no pasó de la primera fase, esta, tuvo una destacada actuación al empatar con Nigeria, derrotar al anfitrión Australia y perder contra Italia.
En el verano del 2001, Argentina se negó a participar en el torneo de la Copa América de Colombia, por lo que Honduras fue invitada de emergencia, a llenar la vacante dejada por los argentinos. - Después de haber aceptado la invitación,  Maradiaga tuvo que conformar una selección emergente, armada prácticamente en el avión debido a la escasez de tiempo.
En el máximo torneo latinoamericano, Honduras comenzó mal perdiendo contra Costa Rica por 1-0. Sin embargo a medida que trascurrió el evento, los catrachos se recuperaron del traspiés inicial y lograron pasar la primera ronda y posteriormente llegar a instancias semifinales, después de vencer al favorito Brasil de Felipe Scolari por 2-0, con goles anotados por el delantero Saul Martínez.
En la fase semifinal, Honduras fue derrotada por Colombia (2-0), porque al final; Honduras tuvo que conformarse con el tercer lugar luego de vencer a Uruguay por la vía de los penales.
Una vez terminada la competencia continental;  Maradiaga y su equipo, se concentraron nuevamente en las eliminatorias mundialistas de Corea Japón 2002. Al final de estas, Honduras fue eliminada del mundial, después de caer en casa ante Trinidad y Tobago (0-1) y posteriormente contra México (0-3) en el estadio Azteca de la ciudad de México.
A pesar de la eliminación, Honduras se convirtió en la sensación del año y fue nombrada por la FIFA, como la mejor selección del año 2001.
Mientras tanto en Honduras, la afición justificó la eliminación aduciendo que 'El Primitivo' había recibido un soborno de parte de los mexicanos. Al entrenador catracho, esto le “dolió mucho y es algo que no se va a olvidar definitivamente.” Dijo.
Después de la eliminación de Honduras del mundial,  Maradiaga fue despedido de su cargo, siendo reemplazado por el uruguayo Ernesto Luzardo.
Finalmente, para Alemania 2006 Maradiaga aceptó dirigir la selección de fútbol de Guatemala, a la que logró clasificar a la hexagonal final de Concacaf, después de dejar en el camino a la misma selección de Honduras y Canadá.
En este torneo, Maradiaga finalizó 5.º. Con Guatemala,  por lo que tampoco pudo clasificar a esta selección, al mundial. Inmediatamente después de terminada su aventura por Guatemala donde no se le renovó contrato, Maradiaga se puso a las órdenes de su querido equipo: El Club Deportivo Motagua, al cual logró sacar campeón, en el torneo apertura de la Liga Nacional de Fútbol de Honduras en el 2006.
En el 2007, Maradiaga Chávez logró ganar la Copa Interclubes de Centroámerica; conocida como Copa UNCAF. Con la conquista, Maradiaga se convirtió en el primer entrenador; en llevar al Club Motagua a ganar una competencia internacional. El equipo del 'Primi' dejó tendidos a equipos como el Real Estelí de Nicaragua, San Francisco de Panamá, Municipal de Guatemala y al Deportivo Saprissa de Costa Rica en la gran final de torneo.
En el 2008 mientras el 'Primi' Maradiaga desempeñaba funciones como técnico del Motagua, la Federación de Fútbol de Guatemala; solicitó nuevamente sus servicios como seleccionador nacional ante la renuncia del entrenador colombiano Hernán 'Bolillo' Gómez. Maradiaga gustosamente aceptó el reto de 'apafuegos' y se hizo cargo de la selección de fútbol de Guatemala rumbo a Sudáfrica 2010.
Aunque el experimentado entrenador superó la II etapa de la eliminatoria, a costa de la débil selección de fútbol de Santa Lucía. Éste, no pudo superar a selecciones como Estados Unidos, Cuba y Trinidad y Tobago en la III etapa cuadrangular.
Luego de quedar al margen de la Hexagonal Final de la Concacaf, Ramón Maradiaga regresó a Honduras, donde fue contratado el Real España de San Pedro Sula.
En su debut el equipo ganó por 2-0 a Hispano de la ciudad de Comayagua.
Durante la temporada 2009-2010. A partir del mes de noviembre de 2012 el "Primitivo" es entrenador del Club Social y Deportivo Municipal, el más prestigioso de Guatemala.
En 2015, Maradiaga fue presentado como director técnico de la selección de fútbol de El Salvador. En este cargo, el hondureño tuvo uno de sus peores procesos. También consiguió el récord de la mayor cantidad de tiempo sin ganar en la historia de El Salvador con 13 partidos perdidos, siendo uno de los pocos técnicos sin ganar ningún partido con la selecta. El "Primi" fue contratado para disputar la Ronda previa a la eliminatoria de Concacaf hacia el mundial de Rusia 2018. Al mando de La Selecta, coincidió en el grupo "A" con la Selección de fútbol de México, la Selección de fútbol de Honduras y la Selección de fútbol de Canadá. El Salvador perdió 3-0 en el Estadio Azteca contra México. En la jornada 2 empató 0-0 con Canadá en el Estadio Cuscatlán. En la jornada 3 y 4 empató 2-2 con Honduras en San Salvador y perdió 2-0 en San Pedro Sula, respectivamente. En la jornada 5 perdió 3-1 contra México en El Salvador, siendo así la eliminación de La Selecta de la eliminatoria hacia el mundial. En la última jornada perdió 3-1 contra Canadá en Vancouver. Maradiaga fue despedido de la Selección de El Salvador en septiembre de 2016. Posteriormente, en 2018 fue sancionado por FIFA, por lo cual no puede dirigir a ningún equipo ni selección nacional.
Tras dos años sin dirigir tras la sanción por parte de la FIFA,vuelve en septiembre de 2020 a dirigir en la liga nacional de Honduras,al club deportivo Vida de la ceiba,al cual ya había dirigido en 2015,llega al vida después de trabajar como comentarista en canal 11 de Honduras,primi Maradiaga vuelve a dirigir y espera lograr buenos resultados con el club vida.

### Torneos internacionales
| Torneo                                    | Sede           | Resultado                  |
| ----------------------------------------- | -------------- | -------------------------- |
| Eliminatoria Francia 1998                 | Honduras       | Primera fase               |
| Juegos Panamericanos Winnipeg 1999        | Canadá         | Subcampeón                 |
| Copa de Oro de la Concacaf 2000           | Estados Unidos | Octavos de final           |
| Eliminatoria Juegos Olímpicos Sídney 2000 | Estados Unidos | Campeón                    |
| Juegos Olímpicos Sídney 2000              | Australia      | Primera Fase               |
| Copa América 2001                         | Colombia       | Semifinal (Tercer Lugar)   |
| Copa UNCAF 2002                           | Honduras       | Primera Fase               |
| Eliminatoria Corea Japón 2002             | Honduras       | Última Fase (Cuarto Lugar) |
| Copa Oro de la Concacaf 2005 (Guatemala)  | Estados Unidos | Primera fase               |
| Eliminatoria Alemania 2006                | Guatemala      | Última Fase (Quinto Lugar) |
| Eliminatoria Sudáfrica 2010               | Guatemala      | Segunda fase               |

## Clubes

### Como jugador
| Club                      | País        | Año         |
| ------------------------- | ----------- | ----------- |
| Motagua                   | Honduras    | 1975 - 1982 |
| Tenerife                  | España      | 1982 - 1983 |
| Petrotela                 | Honduras    | 1983 - 1985 |
| Alianza                   | El Salvador | 1985        |
| Independiente Fútbol Club | El Salvador | 1985–1986   |
| Águila                    | El Salvador | 1986–1989   |
| Motagua                   | Honduras    | 1990        |
| Real España               | Honduras    | 1991        |

### Como entrenador
| Club                     | País        | Año         |
| ------------------------ | ----------- | ----------- |
| Petrotela                | Honduras    | 1992 - 1993 |
| Marathón                 | Honduras    | 1993        |
| Motagua                  | Honduras    | 1993 - 1998 |
| Selección de Honduras    | Honduras    | 1998 - 2002 |
| Águila                   | El Salvador | 2003        |
| Victoria                 | Honduras    | 2004        |
| Selección de Guatemala   | Guatemala   | 2004 - 2005 |
| Motagua                  | Honduras    | 2006 - 2007 |
| Selección de Guatemala   | Guatemala   | 2008        |
| Real España              | Honduras    | 2009        |
| Motagua                  | Honduras    | 2010 - 2011 |
| Marathón                 | Honduras    | 2012        |
| Municipal                | Guatemala   | 2012 - 2013 |
| Vida                     | Honduras    | 2014 - 2015 |
| Selección de El Salvador | El Salvador | 2015 - 2016 |
| Real España              | Honduras    | 2017        |
| Juticalpa                | Honduras    | 2018        |
| Vida                     | Honduras    | 2020        |
| Platense                 | Honduras    | 2021 - 2022 |
| Achuapa                  | Guatemala   | 2022        |
| Real Sociedad            | Honduras    | 2023        |
| Lobos UPNFM              | Honduras    | 2023 - 2024 |
| Olancho                  | Honduras    | 2024 - 2025 |

## Palmarés

### Como jugador

#### Campeonatos nacionales
| Título                              | Club                       | País     | Año       |
| ----------------------------------- | -------------------------- | -------- | --------- |
| Liga Nacional de Fútbol de Honduras | Club Deportivo Motagua     | Honduras | 1978      |
| Liga Nacional de Fútbol de Honduras | Real Club Deportivo España | Honduras | 1990-1991 |

### Como entrenador

#### Campeonatos nacionales
| Título                              | Club                   | País     | Año           |
| ----------------------------------- | ---------------------- | -------- | ------------- |
| Liga Nacional de Fútbol de Honduras | Club Deportivo Motagua | Honduras | 1997          |
| Liga Nacional de Fútbol de Honduras | Club Deportivo Motagua | Honduras | 1998          |
| Liga Nacional de Fútbol de Honduras | Club Deportivo Motagua | Honduras | Apertura 2006 |
| Liga Nacional de Fútbol de Honduras | Club Deportivo Motagua | Honduras | Clausura 2011 |

#### Copas internacionales
| Título                       | Club                   | País        | Año  |
| ---------------------------- | ---------------------- | ----------- | ---- |
| Copa Interclubes de la UNCAF | Club Deportivo Motagua | Tegucigalpa | 2007 |